# Roewerania montana
Roewerania montana is een hooiwagen uit de familie Triaenonychidae.